# Mafalda Sampaio
Maria Mafalda Melo e Sampaio (Lisboa, 20 de novembro de 1990) é uma empresária, influencer e socialite portuguesa. Segundo a Forbes Portugal, é a youtuber mais influente na categoria de moda e beleza em Portugal, sendo a quinta com mais influência na internet local.

## Biografia
Mafalda Sampaio começou por estudar marketing e publicidade, mas acabou por se tornar youtuber e uma das maiores influenciadoras de Portugal. Iniciou a sua carreira no YouTube em agosto de 2014 com o pseudónimo «A Maria Vaidosa». Em várias ocasiões, ela explicou que o seu pseudónimo se devia ao facto do nome Maria ser o mais comum entre as portuguesas e quis fazer sobressair o lado vaidoso de todas as mulheres do país.
Em 2017 lançou a revista A Maria Vaidosa e foi a primeira influenciadora portuguesa a ter uma revista em nome próprio.
Em abril de 2023 lançou a sua própria marca de roupa sob o nome Empatia no mercado Stylista, e numa loja física em Lisboa, Nossa Concept. Em dezembro do mesmo ano, abriu uma pop-up store no CascaiShopping.
Tem três filhos, Madalena, Francisco e Tomás, com o seu companheiro Guilherme.